# 斎藤俊
斎藤 俊（さいとう しゅん、1985年3月2日 - ）は、競技麻雀のプロ雀士。上智大学大学院修了。日本プロ麻雀協会所属。同協会理事。

## 人物
ルーキーイヤーでの雀竜位戴冠は小倉孝に次いで2人目。五十嵐毅曰く、新人らしからぬ攻守バランスの取れた戦い方をする
ちょっとチャラい。形容句は「超絶技巧絶対バランス」。

## 獲得タイトル
- 雀竜位（第十二期）
- 第3回 日刊スポーツ杯スリアロチャンピオンシップ 優勝